# Chlaenius conformis
Chlaenius conformis  (лат.) — вид жужелиц рода слизнееды (Chlaenius) из подсемейства Harpalinae (надтриба Chlaeniitae, триба Chlaeniini, подтриба Chlaeniina). Африка, Йемен, остров Сокотра.

## Описание
Среднего размера жужелицы, длина тела от 12,5 до 14 мм. Голова и пронотум металлически зелёные; надкрылья зелёные с желтоватым опушением. Вид был впервые описан русским энтомологом бароном Пьером Франсуа Эме Огюстом Дежаном (Comte Pierre François Marie Auguste Dejean; 1780— 1845).